# Waterlooplein

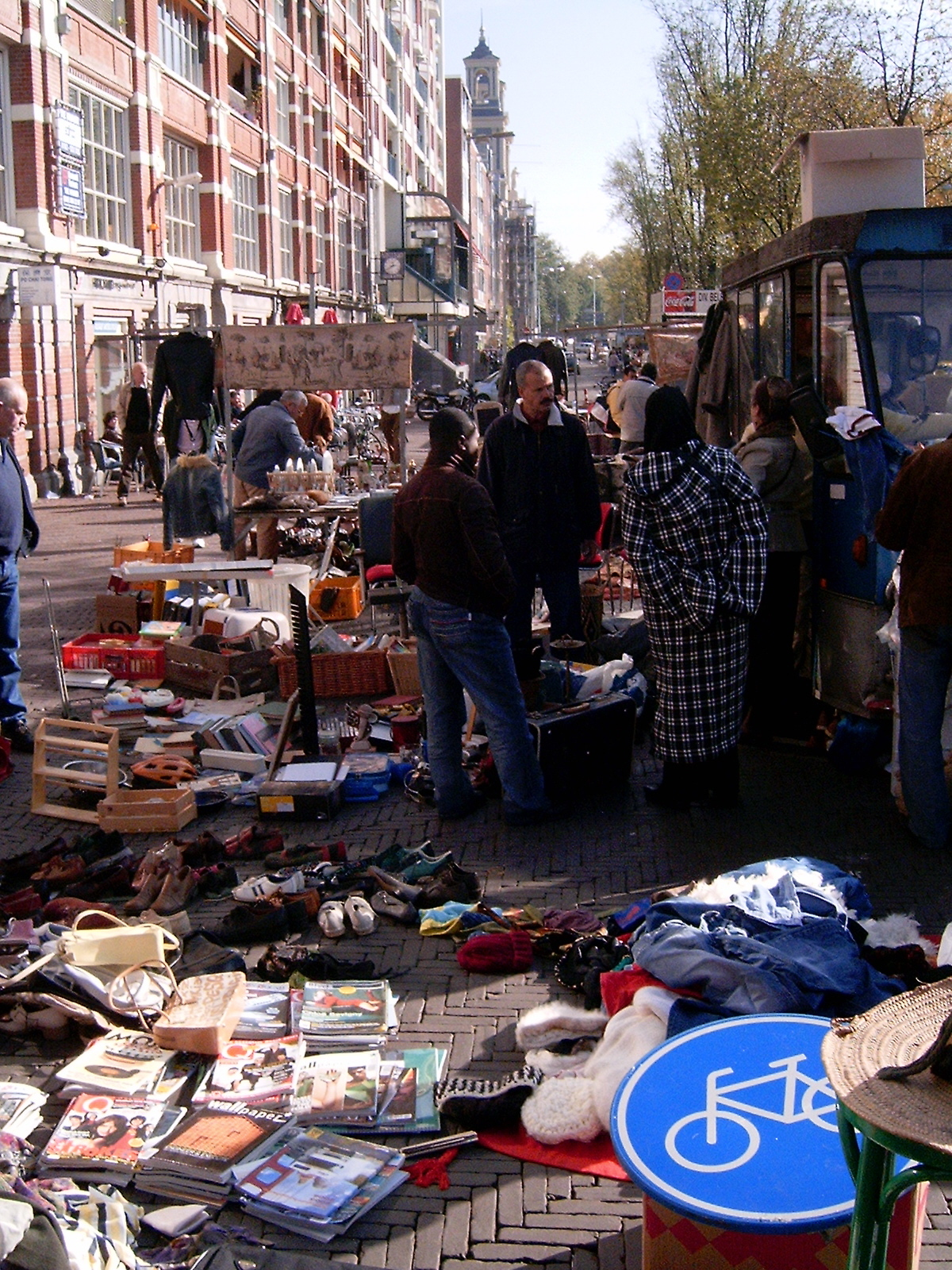
Il mercatino delle pulci

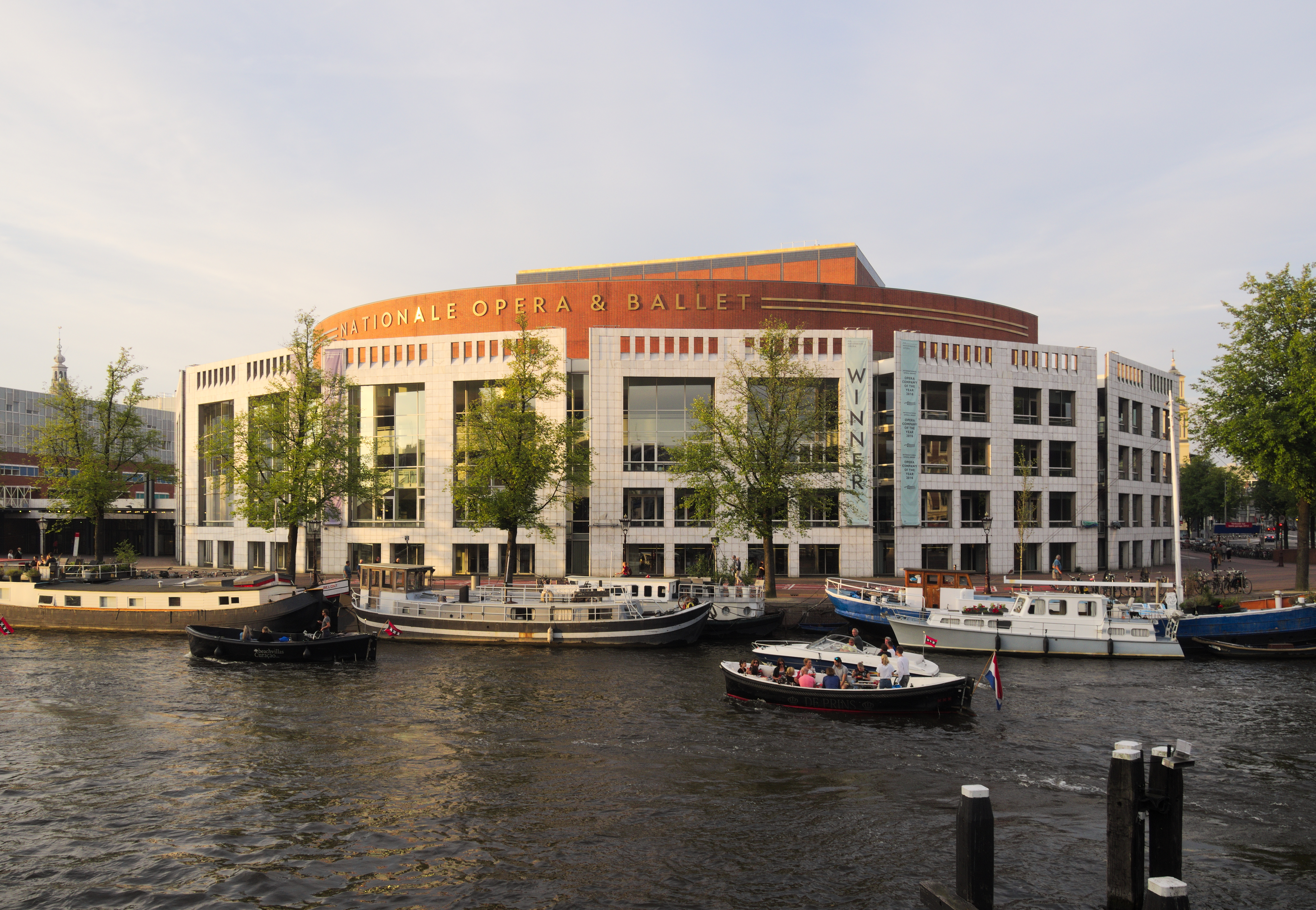
Lo Stadhuis-Muziektheater o "Stopera", visto dal fiume Amstel

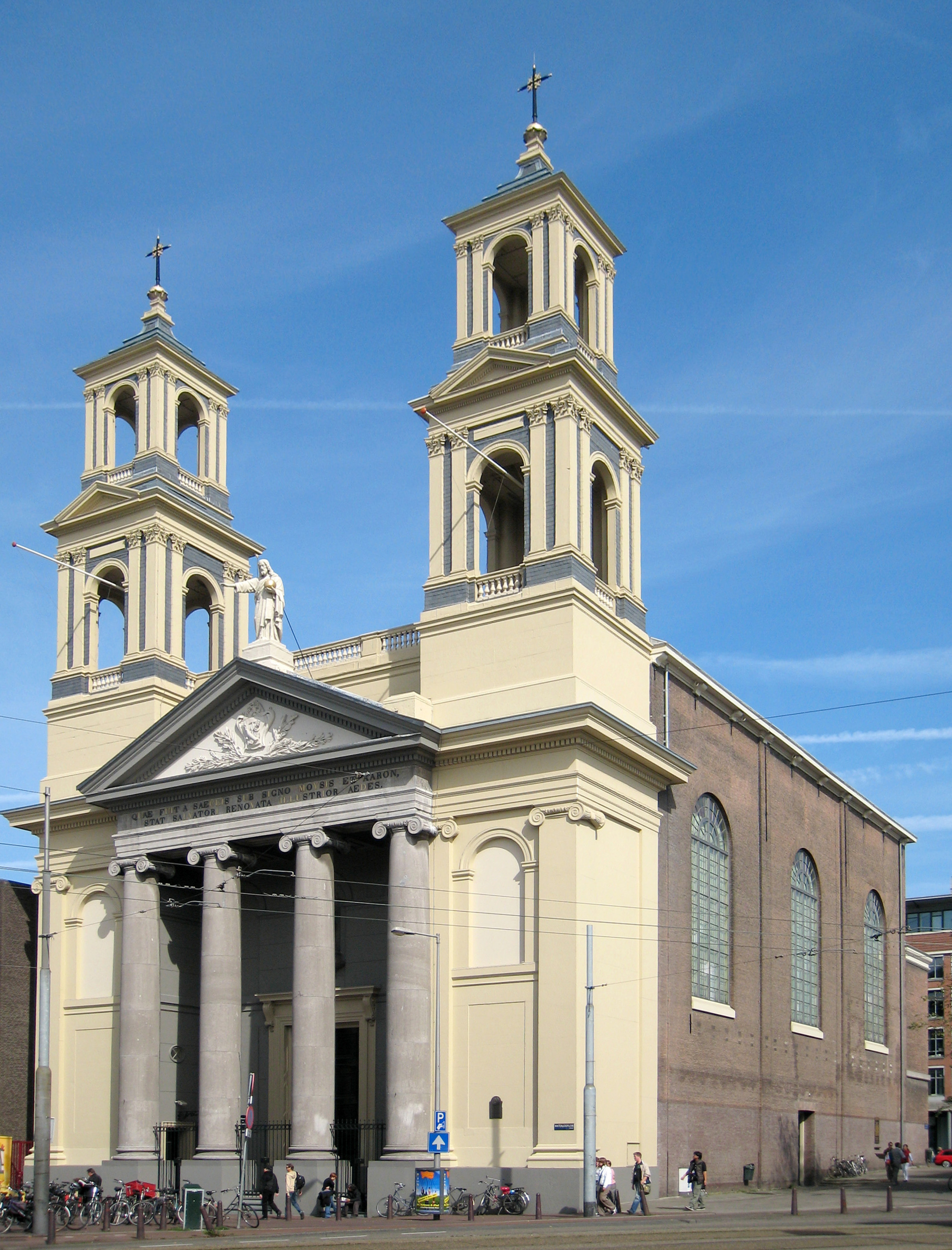
Mozes en Aäronkerk

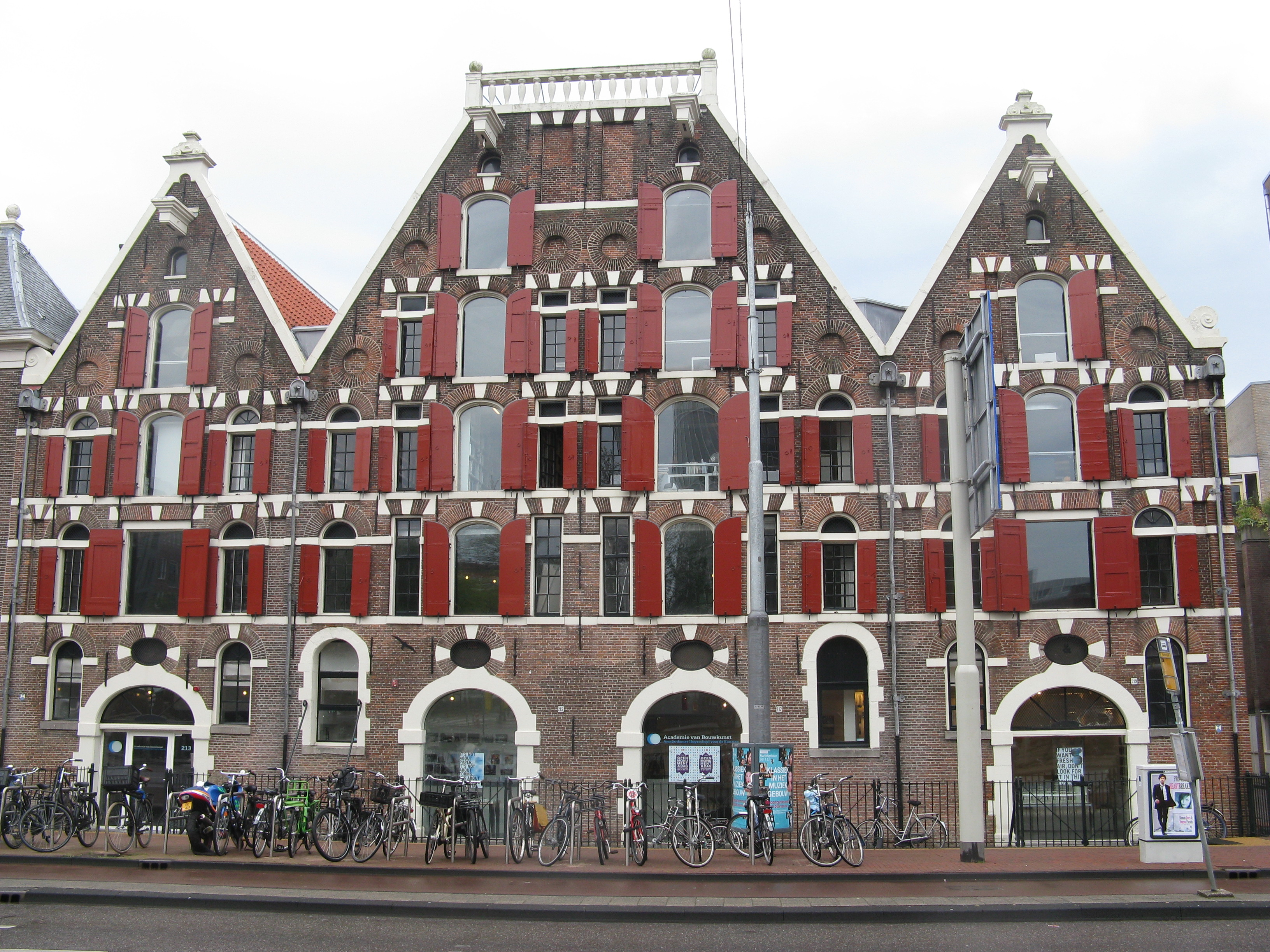
L'Academie van Bouwkunst

Waterlooplein ("Piazza Waterloo") è - insieme a Piazza Dam, alla Rembrandtplein e alla Leidseplein - una delle più famose piazze di Amsterdam. La piazza risale al 1882 e si trova nell'ex-quartiere ebraico.
Waterlooplein è famosa soprattutto per lo Stadthuis-Muziektheater o "Stopera" e per il mercatino delle pulci, il più grande della città, che si tiene ogni giorno dal lunedì al sabato sin dal 1893.

## Ubicazione
Waterlooplein si trova nella parte meridionale della Oude Zijde ("Zona vecchia"), lungo il fiume Amstel, a sud della Jodenbreestraat e la Muiderstraat e a nord dell'Herengracht ("Canale dei Signori") e nelle immediate vicinanze di monumenti quali la Rembrandthuis ("Casa di Rembrandt"), lo Joods Historisch Museum ("Museo storico ebraico"), la Sinagoga portoghese, la Zuiderkerk, la Pintohuis, il Museo Willet-Holthuysen e il Blauwbrug ("Ponte blu"), ponte che di fatto collega la piazza alla Nieuwe Zijde.

## Storia
La piazza sorge in quella che un tempo era un'isola artificiale creata nel XVII secolo e che si chiamava Vlooyenburg.
Waterlooplein fu realizzata nel 1882 come piazza di mercato per il quartiere ebraico della città. Per la sua realizzazione si rese necessario l'interramento di due canali, il Leprozengracht e lo Houtgracht.
Quando, un decennio dopo, molti commercianti di origine ebraica furono costretti dalle autorità a trasferire qui le proprie attività, a partire dal 1893 la piazza iniziò ad ospitare il mercatino delle pulci. Dato che all'epoca molti dei venditori erano appunto Ebrei, divenne in breve tempo il più grande mercato ebraico della città, questo almeno fino a prima degli anni quaranta del XX secolo, quando iniziarono le deportazioni.
Durante l'occupazione tedesca, infatti, la zona intorno a Waterlooplein fu dichiarata "quartiere ebreo" e nell'inverno del 1944, in tempo di carestia, molti edifici furono saccheggiati.
Terminata la seconda guerra mondiale, la piazza e il suo mercatino stentarono a riprendere "vita".
Ciò fu possibile solo a partire dagli anni sessanta e settanta, in particolar modo grazie al turismo statunitense, costituito in gran parte da hippy, e che contribuì a ravvivare nuovamente la zona e a conferirne anche quell'aspetto che si "respira" tutt'oggi.
Alla fine degli anni ottanta, fu terminata la costruzione nella piazza lo Stadhuis-Muziektheater, una costruzione che fu molto contrastata, in quanto comportò oltre a costi elevati, anche la demolizione di decine di case medievali, reminiscenza di quello che era il quartiere ebraico. L'edificio fu ribattezzato dai contestatori "Stopera" abbreviazione non solo di Stadhuis ("municipio") e Opera, ma anche di "Stop the Opera".
La costruzione dello Stopera comportò, tra il 1977 e il 1984 anche il trasferimento del mercatino delle pulci in un'altra sede. Il mercatino poté fare ritorno a Waterlooplein nel 1985.

## Edifici e monumenti

### Stopera
Gran parte della piazza è occupata dallo Stadhuis-Muziektheater, noto come "Stopera", un edificio inaugurato il 23 settembre 1986 e realizzato su progetto degli architetti Cees Dam e Wilhelm Holzbauer e che ospita sia il municipio (Stadhuis) che un teatro per l'opera (Muziektheater).
Il Muziektheater è la sede delle compagnie di opera e balletto nazionali. Si tratta del più grande auditorium dei Paesi Bassi, con una capienza pari a 1.689 posti a sedere.

### Mozes en Aäronkerk
Al nr. 205 di Waterlooplein, si trova la Mozes en Aäronkerk ("Chiesa di Mosè e Aronne"), un edificio costruito tra il 1837 e il 1841 in luogo di una chiesa cattolica clandestina su progetto di Tieleman Franciscus Suys.

### Academie van Bouwkunst
Al nr. 213 di Waterlooplein, si trova l'Academie van Bouwkunst, l'Accademia di architettura, che ha sede dal 1908 nell'ex-Arsenale, un edificio costruito nel 1654 su progetto di Willem de Keyser, figlio di Hendrick de Keyser il Vecchio.

### Monumento agli Ebrei
Di fronte allo Stadhuis-Muziektheater, si trova un monumento che ricorda la resistenza degli Ebrei durante l'occupazione nazista dei Paesi Bassi. Il monumento fu realizzato nel 1988 da Josef Glatt.

## Trasporti
A Waterlooplein si trova una stazione della metropolitana, servita dalle linee 51, 53 e 54.

## Waterlooplein nella musica
A Waterlooplein è dedicata la canzone Oh Waterlooplein, interpretata da Rijk de Gooyer e Johnny Kraaykamp e scritta da Herman Pieter de Boer sulla melodia di Waterloo Road (brano scritto da Mike Wilsh e Mike Deighan e che ha ispirato anche la canzone Les Champs-Élysées, scritta da Pierre Delanoë ed interpretata da Joe Dassin)